# Al Olympi
Maillots
L'Olympic Club (en arabe : النادي الأوليمبي), plus connu sous le nom d'Al Olympi, est un club égyptien de football fondé en 1905 et basé dans la ville d'Alexandrie.

## Histoire
Fondé en 1905, l'Al Olympi (Olympique en français) est l'un des premiers clubs égyptiens à voir le jour. Le club connaît ses heures de gloire durant les années 1930 et les années 1960.

## Palmarès
| Compétitions nationales | Compétitions internationales                                      |
| --- | ----------------------------------------------------------------- |
| - Championnat d'Égypte (1) : - Champion : 1966. - Coupe d'Égypte (3) : - Vainqueur : 1933, 1934 et 1936. - Finaliste : 1935, 1960 et 1967. | - Coupe des clubs champions africains - Quart-de-finaliste : 1967 |